# Falcon Entertainment
Falcon Entertainment (besser bekannt als Falcon Studios) ist ein US-amerikanisches Unternehmen mit Sitz in San Francisco. Das Unternehmen wurde 1971 von Chuck Holmes gegründet. Falcon ist einer der bekanntesten Markennamen in der schwulen Porno- und Erotikbranche. Drei Eigentümer von großen US-amerikanischen Konkurrenten arbeiteten in ihrer Anfangszeit als Regisseure bei Falcon Studios: Steven Scarborough, John Rutherford und Chi Chi LaRue. Auch Michael Lucas, der heute ein eigenes Produktionsunternehmen betreibt, war bei Falcon Studios beschäftigt. Falcon hat mehr als 400 pornographische Filme produziert, die unter verschiedenen Marken erschienen:
- Falcon Studios
- Jocks Studios
- Mustang Studios
- Falcon International Collection

Todd Montgomery ist gegenwärtig der Vorsitzende des Unternehmens.
Bekannte Regisseure sind:
- Chi Chi LaRue
- John Rutherford
- Steven Scarborough
- Chris Steele
- Matt Sterling a.k.a. Bill Clayton